# Hans Kempe
Hans Gunnar Kempe, född 28 augusti 1924 i Uddeholm, Värmlands län, död 16 augusti 2021, var en svensk inredningsarkitekt. 
Kempe, som var son till kamrer Gustaf Kempe och Ingrid Ahlström, avlade studentexamen i Karlstad 1943 och utexaminerades från Högre Konstindustriella Skolan 1949. Han var anställd hos inredningsarkitekt Erik Ullrich i Stockholm 1950, hos arkitekt Peter Celsing 1950 och bedrev konsulterande verksamhet i Stockholm från 1955. År 1957 grundade Kempe HI-gruppen tillsammans med Stig Lönngren och Lars E. Ljunglöf. Tillsammans med Ljunglöf utförde han en rad inredningar för offentlig miljö.
Kempe var ordförande Svenska inredningsarkitekters riksförbunds förtroendenämnd och ledamot av dess taxekommitté. Av hans verk kan nämnas Hotell Apollonia i Stockholm, Moderna museet i Stockholm, kyrka på Gärdet i Stockholm, Vattenfallsstyrelsens kontorshus i Vällingby, Smålands nation i Uppsala, kårhus i Umeå och krematorium i Ludvika.